# Nsongwa
Nsongwa est un village du Cameroun situé dans l’arrondissement de Bamenda II, dans le département de Mezam et dans la Région du Nord-Ouest.

## Géographie

### Localisation
La localité est située sur la route nationale 6 (axe Bamenda-Mamfé) à 5 km au sud-ouest de Bamenda centre (City Chemist Roundabout), le chef-lieu de la Région du Nord-Ouest et à environ 276 km de distance de Yaoundé, la capitale du Cameroun. L’aéroport de Bamenda se situe à environ 11,9 km de distance de Nsongwa.

### Climat
Nsongwa possède un climat de savane. Comme la plupart des villages de la Région du Nord-Ouest, il connaît deux saisons : la saison des pluies qui dure environ six mois en été et la saison sèche, en hiver. La température moyenne annuelle est de 22 °C et les précipitations moyennes annuelles sont de 916,6 mm.

### Environnement
Les affluents de la rivière Mezam traversent le village Nsongwa.

## Population
Lors du recensement de 2005, on a dénombré 1 439 habitants dont 645 hommes et 794 femmes.
On y parle entre autres le Ngemba, une langue des Grassfields de l’Est.

## Établissement scolaire
Entre autres, le lycée Nekwehne-Nsongwa, du sous-système anglophone, dispense un enseignement général de 2e cycle (classes de la 6e à la terminale).